# Quiddelbach
Quiddelbach é um município da Alemanha localizada no distrito de Ahrweiler, no estado da Renânia-Palatinado.
É Membro da associação municipal de Adenau.